# Ryszard Nowak (ur. 1962)
Ryszard Aleksander Nowak (ur. 12 września 1962 w Nowym Sączu) – polski polityk, samorządowiec, poseł na Sejm IV kadencji, od 2006 do 2018 prezydent Nowego Sącza.

## Życiorys
Wychował się w licznej rodzinie (pięcioro sióstr i trzech braci) w Przetakówce. Z zawodu jubiler-złotnik i technolog żywienia zbiorowego, ukończył później studia na Wydziale Pedagogicznym Wyższej Szkoły Społeczno-Ekonomicznej. Przez 15 lat śpiewał, pod batutą Kazimierza Plewy, w chórze przy bazylice św. Małgorzaty.
W latach 1998–2001 zasiadał w radzie miejskiej Nowego Sącza z listy Akcji Wyborczej Solidarność, będąc członkiem zarządu miasta. Od 1993 należał do Porozumienia Centrum, następnie przystąpił do Prawa i Sprawiedliwości.
W latach 2001–2005 sprawował mandat posła na Sejm IV kadencji wybranego z listy PiS w okręgu nowosądeckim. Zasiadał w Komisji Ochrony Środowiska, Zasobów Naturalnych i Leśnictwa, Komisji Rolnictwa i Rozwoju Wsi, Parlamentarnym Zespole ds. Energetyki oraz Międzyparlamentarnej Grupie Polsko-Słowackiej i Polsko-Ukraińskiej.
26 listopada 2006 w II turze wyborów pokonał Piotra Lachowicza z PO różnicą 47 głosów, zostając prezydentem Nowego Sącza. W 2010 i w 2014 uzyskiwał reelekcję na kolejne kadencje – odpowiednio w I i w II turze. W lipcu 2018 zrezygnował z członkostwa w Prawie i Sprawiedliwości po tym, jak komitet polityczny PiS zdecydował o starcie na prezydenta Nowego Sącza w wyborach w tym samym roku niepopieranej przez niego Iwony Mularczyk. Nie ubiegał się o reelekcję w wyborach samorządowych w tym samym roku. Ponownie kandydował na urząd prezydenta Nowego Sącza w wyborach w 2024 (w których Ludomir Handzel zapewnił sobie reelekcję w I turze).
Był prezesem Stowarzyszenia Nasza Sądecczyzna (2000–2005) oraz wiceprezesem MKS Sandecja (1999–2004), członek Katolickiego Stowarzyszenia „Civitas Christiana”. Został również prezesem Stowarzyszenia na rzecz Rozwoju Nowego Sącza oraz Stowarzyszenia STOPIL, zajmującym się lokalnymi inicjatywami gospodarczymi. Ryszard Nowak jest żonaty, ma dwoje dzieci.

## Odznaczenia
W 2009 otrzymał srebrny Medal za Zasługi dla Policji. W 2017 został odznaczony przez prezydenta Andrzeja Dudę Krzyżem Kawalerskim Orderu Odrodzenia Polski.